# Paul von Schlippenbach
Paul Freiherr von Schlippenbach (* 20. April 1869 in Olaine bei Riga; † 9. Oktober 1933 in Berlin) war ein deutscher Maler und Radierer.

## Leben

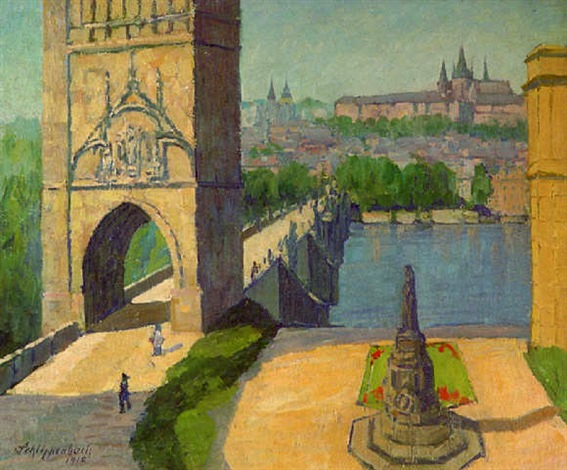
Prager Karlsbrücke mit Hradschin

Von Schlippenbach entstammte der baltischen Linie des Schlippenbach-Adelsgeschlechtes. Sein Vater Paul Baron von Schlippenbach (1836–1915) war russischer Staatsrat. Er wurde zunächst in Deutschland erzogen und belegte ein Jurastudium an der Universität Erlangen, das 1896 mit dem Staatsexamen und dem Abschluss als Dr. jur. endete. Ab 1895 studierte er bei Jean-Paul Laurens Malerei an der Académie Julian in Paris und arbeitete anschließend unter James McNeill Whistler. Danach lebte er bis um 1913 in Dresden als Mitglied der Dresdner Kunstgenossenschaft. 1906 lud er Johann Walter-Kurau nach Dresden ein. Später war er in Berlin als Maler und Radierer tätig.
Publikationen (Auswahl)
- Kann derjenige, welcher als Mieter od. Depositar auf Rückgabe der Sache belangt ist, der Klage die Einrede seines Eigentums entgegensetzen. Druck v. H. Grünberg, Dresden 1896 (Dissertation Universität Erlangen).
- Mappe mit Bildnissen der Künstler des Deutschen Theaters in Berlin. 14 Tafeln.
- Brioni. Ein Buch Der Erinnerung. Zwolf Radierungen von Paul von Schlippenbach, Eigenverlag 1930.
- Schierke im Schnee. 10 Radierungen.
- Venedig 20 Blätter.